# Castelo de Villamalur
O Castelo de Villamalur localiza-se no município de Villamalur, província de Castellón, na comunidade autónoma da Comunidade Valenciana, na Espanha.
Ergue-se em posição dominante numa elevação rochosa nas vizinhanças da povoação, de onde se descortina grsnde parte da serra.

## História
Remonta a uma fortificação de origem muçulmana, erguida em algum momento entre os séculos X e XII e que, após a Reconquista cristã da região, sofreu extensas reformas.
Actualmente encontra-se em ruínas.

## Características
O castelo apresenta planta poligonal irregular, orgânica (adaptada ao terreno). O recinto era inteiramente envolvido pelas muralhas, das quais se conservam troços expressivos, assim como das torres. Em seu interior abria-se uma cisterna, recoberta por abóbada. Ainda podem ser observados restos das primitivas canalizações.